# Jordan Bell
Jordan Trennie Bell (Long Beach, 7 gennaio 1995) è un cestista statunitense.

## Carriera
Ha fatto parte degli Oregon Ducks per tre anni prima di dichiararsi eleggibile per il Draft NBA. È stato scelto dai Chicago Bulls, con la 38ª chiamata. Successivamente è stato scambiato con i Golden State Warriors.

## Statistiche

### College
| Anno      | Squadra      | PG  | PT | MP   | TC%  | 3P%  | TL%  | RP  | AP  | PRP | SP  | PP   |
| --------- | ------------ | --- | -- | ---- | ---- | ---- | ---- | --- | --- | --- | --- | ---- |
| 2014-2015 | Oregon Ducks | 35  | 20 | 23,7 | 59,7 | -    | 52,4 | 6,1 | 1,3 | 0,8 | 2,7 | 5,1  |
| 2015-2016 | Oregon Ducks | 31  | 4  | 20,5 | 57,6 | 0,0  | 51,9 | 5,3 | 1,2 | 1,1 | 1,7 | 6,8  |
| 2016-2017 | Oregon Ducks | 39  | 38 | 28,8 | 63,6 | 21,4 | 70,1 | 8,8 | 1,8 | 1,3 | 2,3 | 10,9 |
| Carriera  | Carriera     | 105 | 62 | 24,7 | 61,0 | 18,8 | 63,0 | 6,8 | 1,5 | 1,1 | 2,2 | 7,8  |

### NBA

#### Regular Season
| Anno       | Squadra            | PG  | PT | MP   | TC%  | 3P%  | TL%  | RP  | AP  | PRP | SP  | PP  |
| ---------- | ------------------ | --- | -- | ---- | ---- | ---- | ---- | --- | --- | --- | --- | --- |
| 2017-2018† | G.S. Warriors      | 57  | 13 | 14,2 | 62,7 | 0,0  | 68,2 | 3,6 | 1,8 | 0,6 | 1,0 | 4,6 |
| 2018-2019  | G.S. Warriors      | 68  | 3  | 11,6 | 51,6 | 0,0  | 61,0 | 2,7 | 1,1 | 0,3 | 0,8 | 3,3 |
| 2019-2020  | Minnesota T'wolves | 27  | 0  | 8,7  | 53,3 | 0,1  | 58,6 | 1,5 | 0,5 | 0,1 | 0,4 | 3,1 |
| 2019-2020  | Memphis Grizzlies  | 2   | 0  | 10,5 | 42,9 | 66,7 | 100  | 1,5 | 1,0 | 0,5 | 0,0 | 5,0 |
| 2020-2021  | Wash. Wizards      | 5   | 1  | 13,4 | 35,0 | 0,0  | -    | 3,8 | 1,0 | 0,6 | 0,6 | 2,8 |
| 2020-2021  | G.S. Warriors      | 1   | 0  | 15,0 | 0,0  | -    | 50,0 | 5,0 | 2,0 | 0,0 | 2,0 | 1,0 |
| 2021-2022  | Chicago Bulls      | 1   | 0  | 2,0  | -    | -    | -    | 1,0 | 0,0 | 1,0 | 0,0 | 0,0 |
| Carriera   | Carriera           | 161 | 17 | 12,0 | 55,2 | 20,0 | 63,6 | 3,1 | 1,2 | 0,4 | 0,8 | 3,7 |

#### Play-off
| Anno     | Squadra       | PG | PT | MP   | TC%  | 3P% | TL%  | RP  | AP  | PRP | SP  | PP  |
| -------- | ------------- | -- | -- | ---- | ---- | --- | ---- | --- | --- | --- | --- | --- |
| 2018†    | G.S. Warriors | 17 | 0  | 10,2 | 53,1 | 0,0 | 50,0 | 2,8 | 0,9 | 0,4 | 0,5 | 2,4 |
| 2019     | G.S. Warriors | 15 | 2  | 7,1  | 54,8 | 0,0 | 70,0 | 1,3 | 0,7 | 0,3 | 0,5 | 2,7 |
| Carriera | Carriera      | 32 | 2  | 8,7  | 54,0 | 0,0 | 58,3 | 2,1 | 0,8 | 0,3 | 0,5 | 2,6 |

### G League
| Anno      | Squadra          | PG | PT | MP   | TC%  | 3P%  | TL%  | RP   | AP  | PRP | SP  | PP   |
| --------- | ---------------- | -- | -- | ---- | ---- | ---- | ---- | ---- | --- | --- | --- | ---- |
| 2017-2018 | S.C. Warriors    | 1  | 1  | 28,2 | 77,8 | -    | -    | 6,0  | 5,0 | 1,0 | 1,0 | 14,0 |
| 2020-2021 | Erie BayHawks    | 7  | 7  | 27,4 | 80,6 | 33,3 | 72,7 | 9,3  | 3,3 | 1,3 | 2,0 | 17,6 |
| 2021-2022 | S.C. Warriors    | 10 | 10 | 26,7 | 57,7 | 14,3 | 75,0 | 12,0 | 3,9 | 0,9 | 1,3 | 10,7 |
| 2021-2022 | F.W. Mad Ants    | 21 | 19 | 31,8 | 64,1 | 45,8 | 64,9 | 10,7 | 5,2 | 2,0 | 2,6 | 13,5 |
| 2023-2024 | Indiana Mad Ants | 39 | 19 | 25,4 | 60,3 | 33,3 | 67,9 | 7,7  | 4,2 | 1,4 | 2,7 | 11,3 |
| Carriera  | Carriera         | 78 | 56 | 27,5 | 63,5 | 35,5 | 68,6 | 9,2  | 4,4 | 1,5 | 2,4 | 12,4 |

## Palmarès

### NBA
- Campionato NBA: 1

Golden State Warriors: 2018